# Мужская сборная Руанды по баскетболу 3×3
Мужская сборная Руанды по баскетболу 3×3 представляет Руанду на международных соревнованиях по баскетболу 3×3. Управляющим органом является Федерация баскетбола Руанды (фр. Fédération Rwandaise de Basketball, FERWABA, англ. Rwanda Basketball Federation).
По состоянию на 21 сентября 2024, мужская сборная Руанды по баскетболу 3×3 занимает 127-е место в мировом рейтинге ФИБА мужских сборных по баскетболу 3×3.

## Результаты выступлений
| Турнир           | Золото | Серебро | Бронза | Всего |
| ---------------- | ------ | ------- | ------ | ----- |
| Чемпионат Африки | 0      | 0       | 1      | 1     |
| Африканские игры | —      | —       | —      | —     |
| Итого            | 0      | 0       | 1      | 1     |

### Чемпионат Африки
| Год        | Место          | Игры           | Победы         | Поражения      | Состав команды                                                         |
| ---------- | -------------- | -------------- | -------------- | -------------- | ---------------------------------------------------------------------- |
| 2017—2019  | не участвовали | не участвовали | не участвовали | не участвовали | не участвовали                                                         |
| Каир 2022  | 3              | 5              | 4              | 1              | Steven Hagumintwari, Ngabonziza Patrick, Olivier Turatsinze, JJ Wilson |
| 2023—н. в. | не участвовали | не участвовали | не участвовали | не участвовали | не участвовали                                                         |

### Африканские игры
| Год        | Место          | Игры           | Победы         | Поражения      | Состав команды                                                                                  |
| ---------- | -------------- | -------------- | -------------- | -------------- | ----------------------------------------------------------------------------------------------- |
| 2019       | не участвовали | не участвовали | не участвовали | не участвовали | не участвовали                                                                                  |
| Аккра 2023 | 8              | 4              | 2              | 2              | Hubert Sage Kwizera, Chandelier Twizeyimama Cyiza Nshuti, Justin Uwitonze, Mike Lukwanga Mugalu |